# Гомолко, Татьяна Ивановна
Татьяна Ивановна Гомолко (урожденная Мачигина в 1940 году) — советская спортсменка по академической гребле. Завоевала две золотые медали чемпионата Европы по академической гребле в 1967 и 1969 году, а также бронзовую медаль в 1966 и серебряную в 1970 году. Ее муж Николай Гомолко также участвовал в международных соревнованиях по гребле.
Чемпионка СССР по академической гребле в 1967 году (в парной двойке на 100 метров), а также в 1969 и 1970 годах в парной четверке на дистанции 1000 м. Заслуженный мастер спорта СССР (1970).

## Примечание
1. ↑  Гомолко (Мачигина) Татьяна Ивановна | Спорт-страна.ру. Дата обращения: 8 июня 2020. Архивировано 24 июля 2019 года.